# Clusia inesiana
Clusia inesiana är en tvåhjärtbladig växtart som beskrevs av José Cuatrecasas. Clusia inesiana ingår i släktet Clusia och familjen Clusiaceae. Inga underarter finns listade i Catalogue of Life.